# پول (فیلم ۱۹۲۱)
«پول» (انگلیسی: Money (1921 film)) یک فیلم است که در سال ۱۹۲۱ منتشر شد.